# 有色人种
有色人种 （英語：英式美式）是美国或加拿大的曾用词汇，始于北美的殖民时代，指来自撒哈拉沙漠以南非洲的非裔美国人和美洲原住民。这个词汇被视为带有种族歧视色彩。在英国指带有亚洲、中东或非洲血统的人时，虽然并不常用，但通常并不认为含有贬损意义。这一词汇在南非、纳米比亚、赞比亚和津巴布韦这些地区使用时，特指黑白混血的族群。
另外，美国有Person of color这一短语指代所有非白人。

## 参看
- 有色人（非洲南部地区的黑白混血种族）
- 紅番
- 紅毛
- 鬼佬
- 毛子
- 蘿蔔頭
- 日本仔
- 美國出生華人（ABC）
- 摩羅差
- 印弟
- 賓弟
- 泰弟